# Cyprinidae

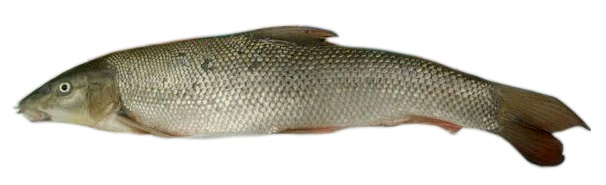
Barbo (Barbus barbus).

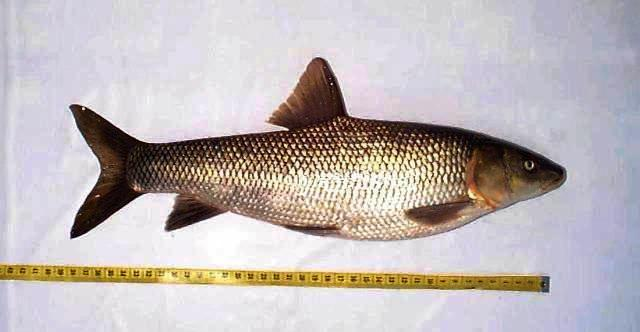
Carasobarbus luteus.

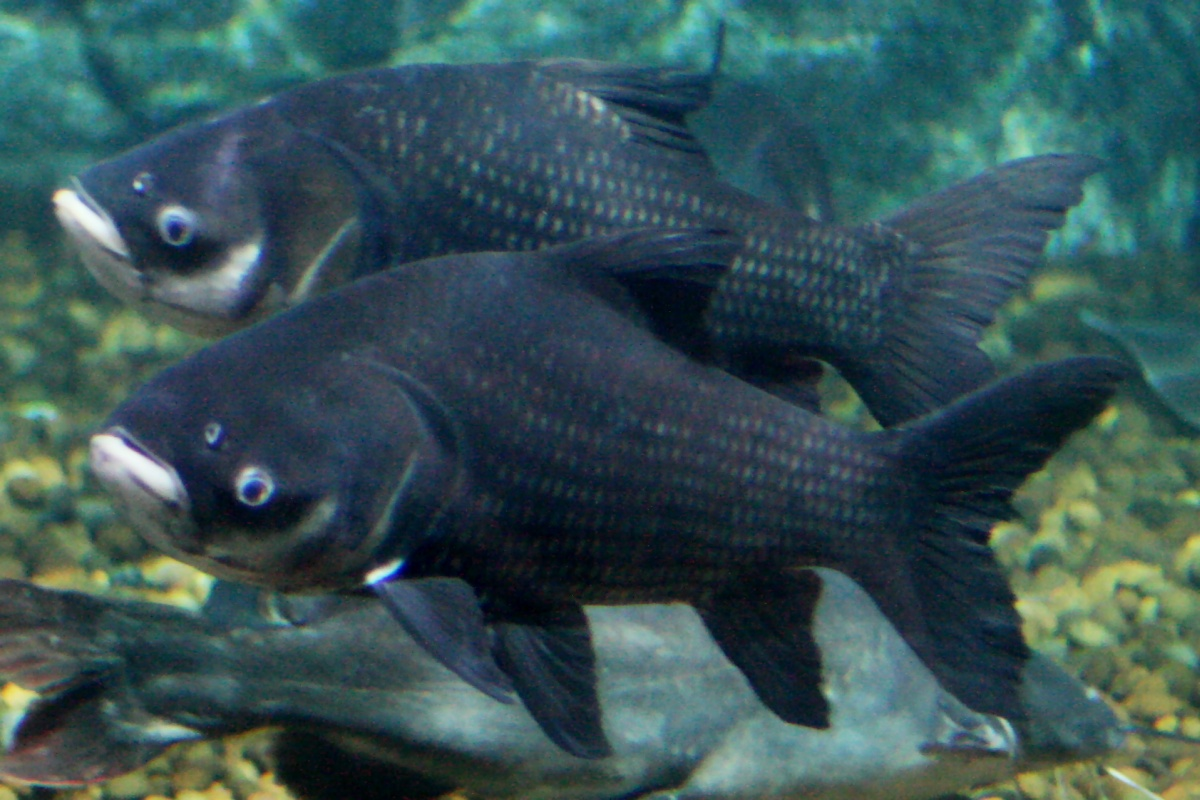
Barbo gigante (Catlocarpio siamensis).

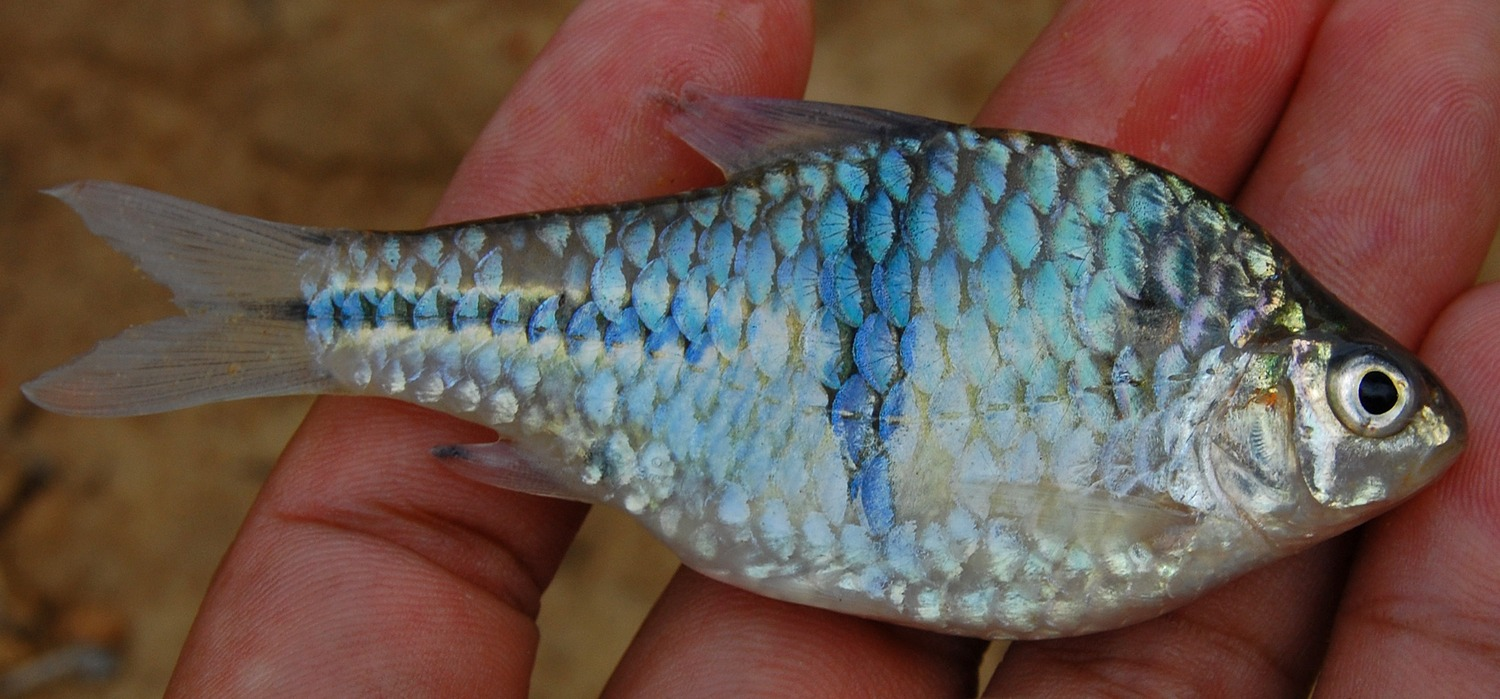
Puntius lateristriga.

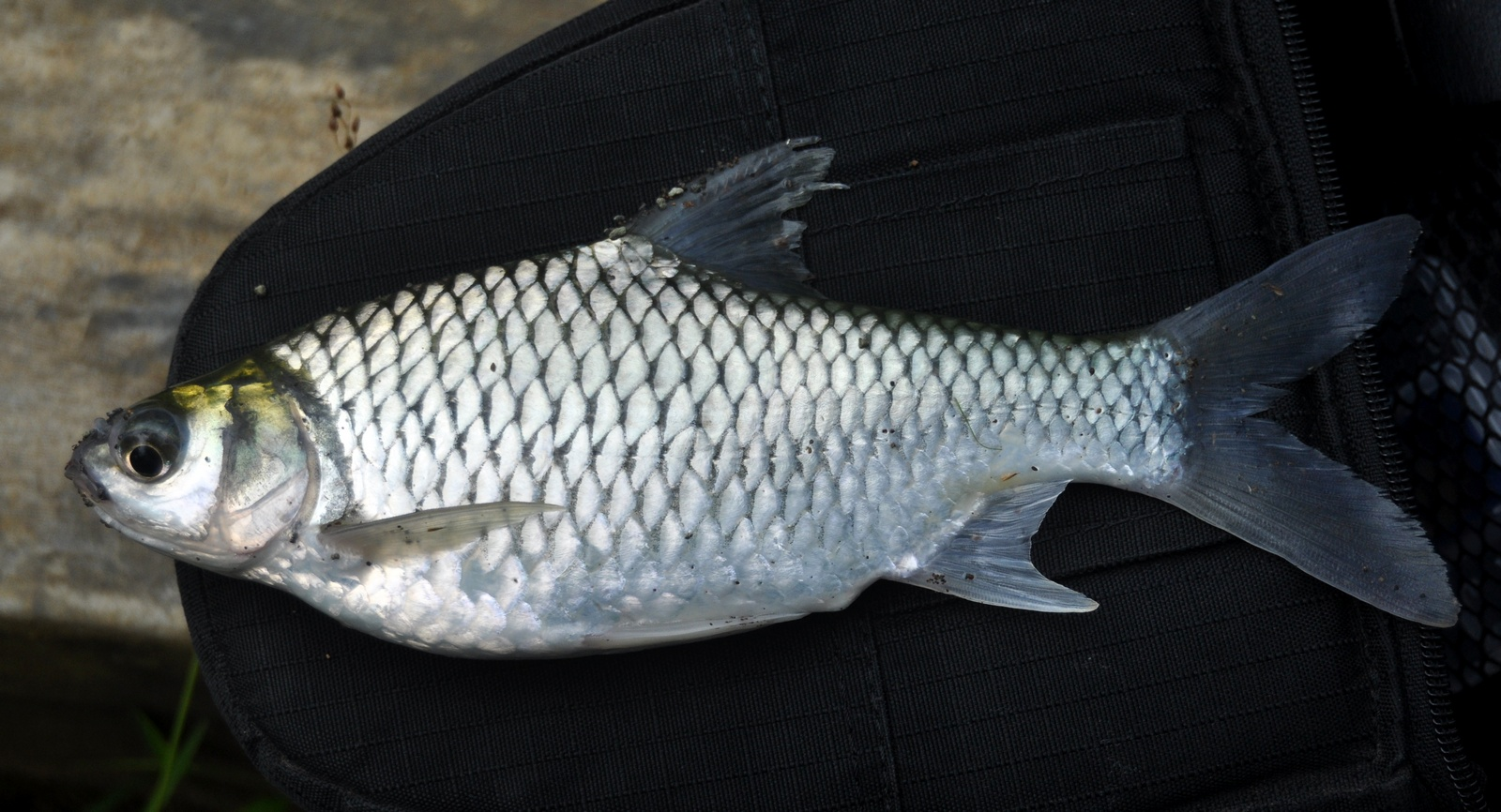
Barbonymus gonionotus.

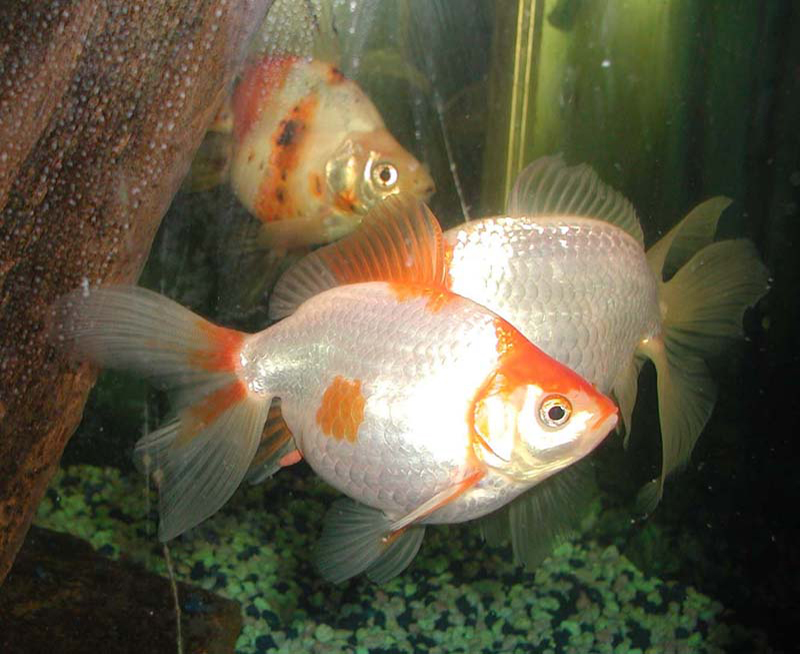
Pez dorado (Carassius auratus).

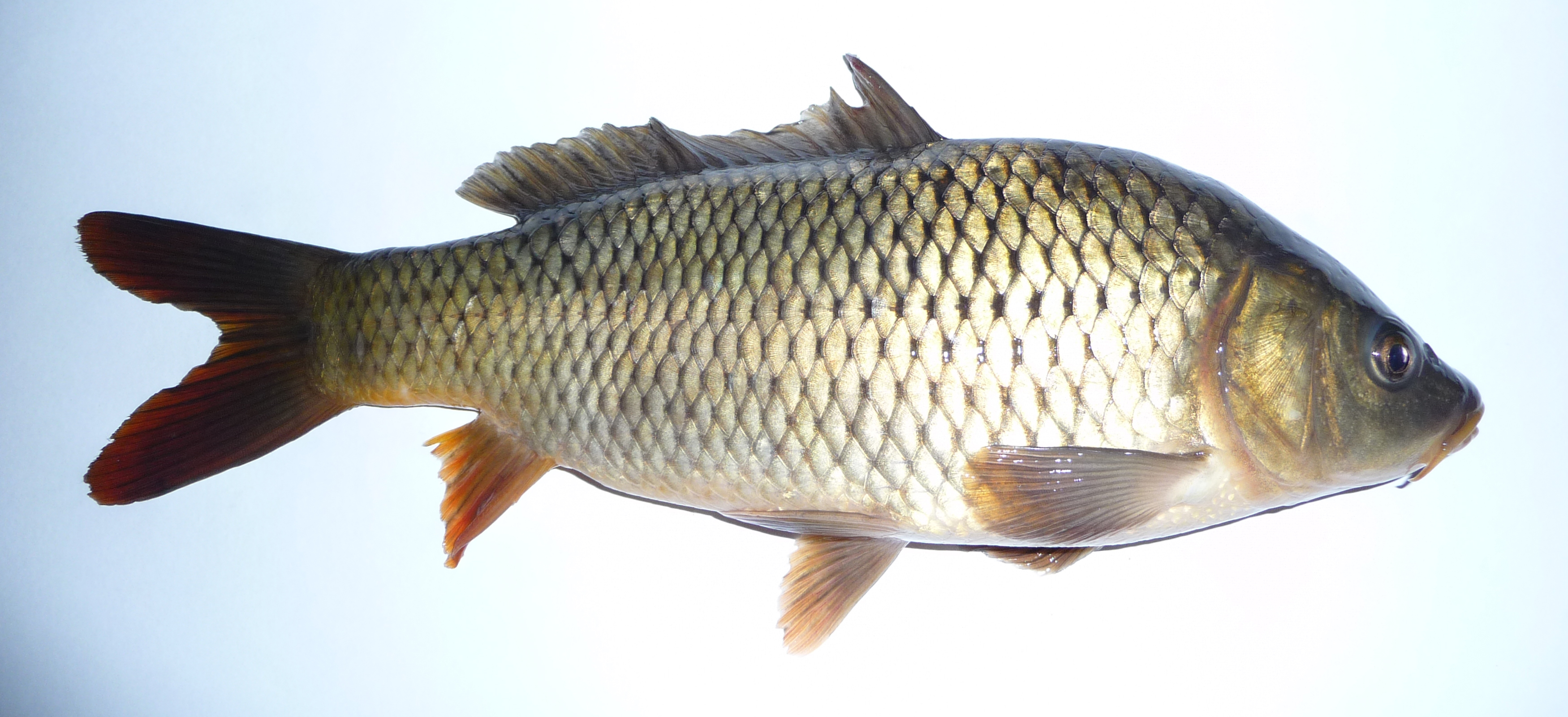
Carpa común europea (Cyprinus carpio).

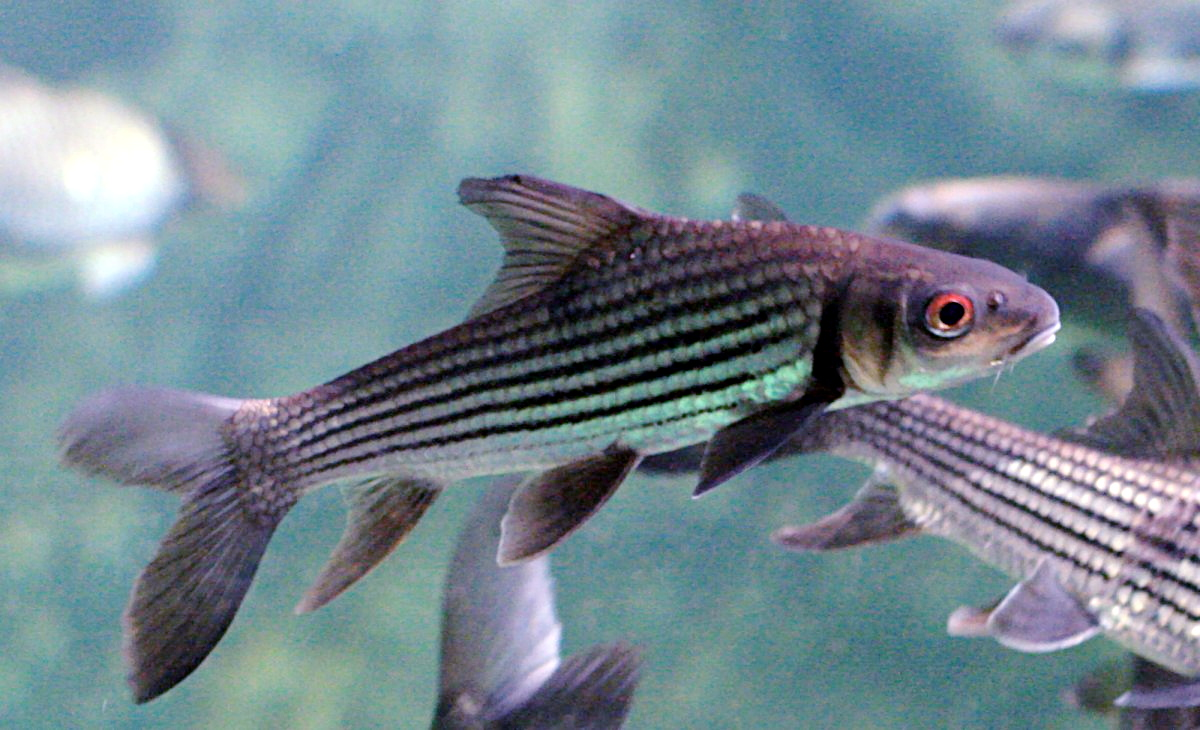
Probarbus jullieni.

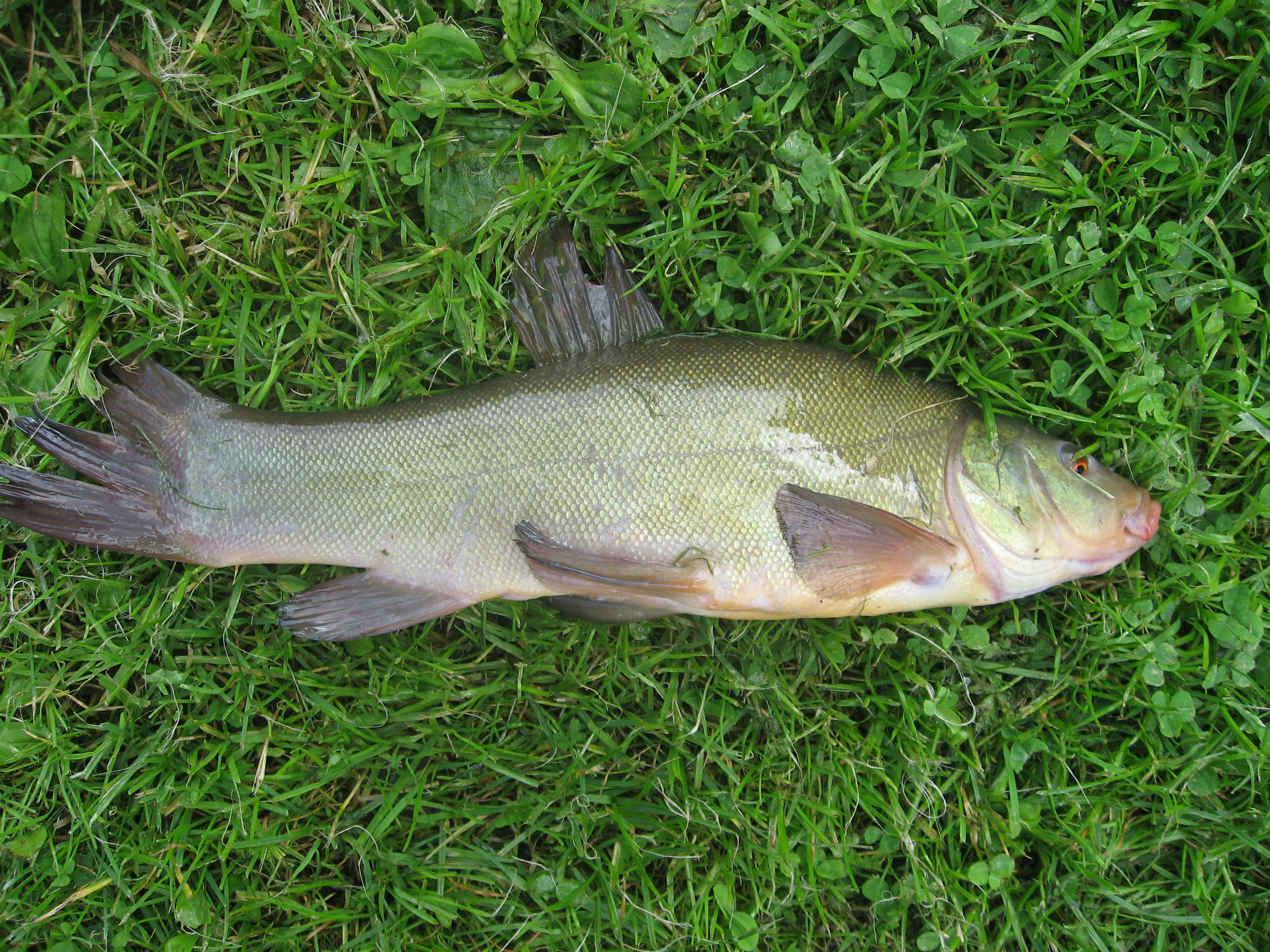
Tenca (Tinca tinca).

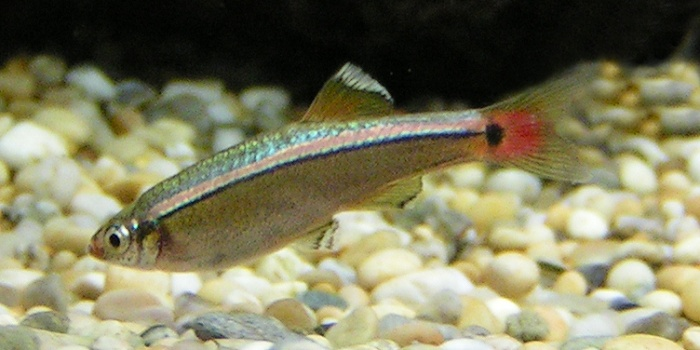
Tanichthys albonubes.

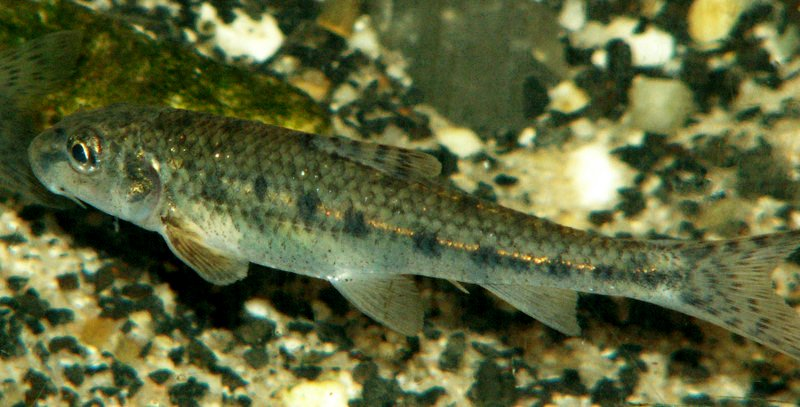
Gobio (Gobio gobio).

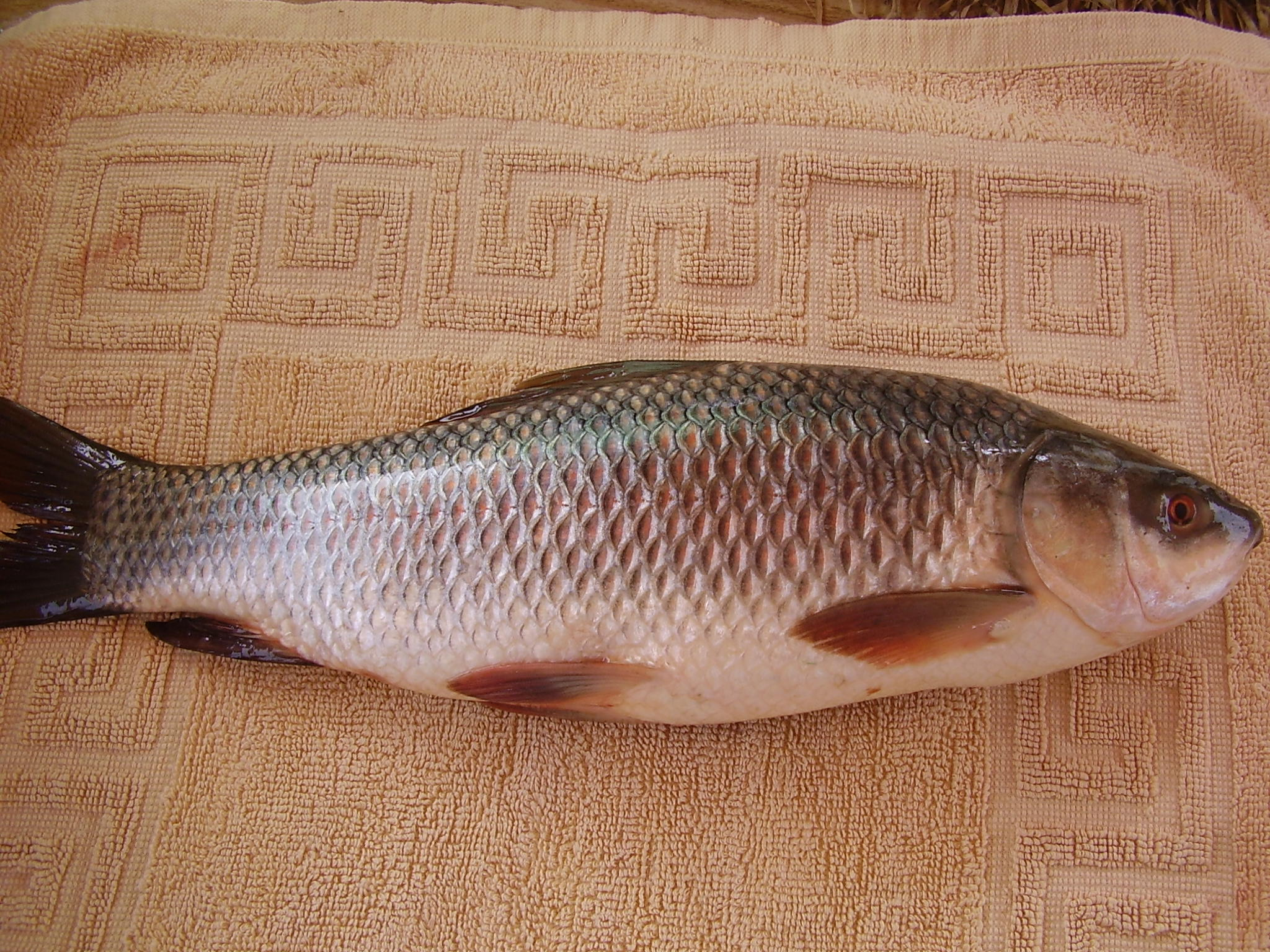
Rohu (Labeo rohita).

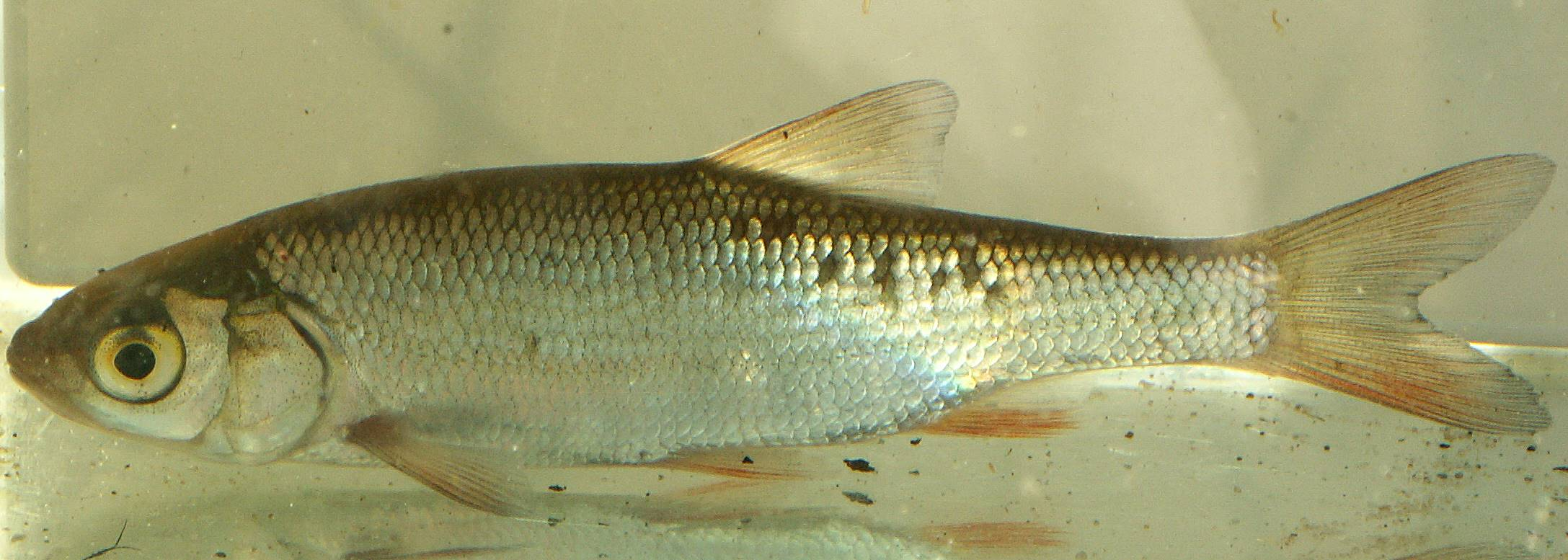
Leuciscus idus.

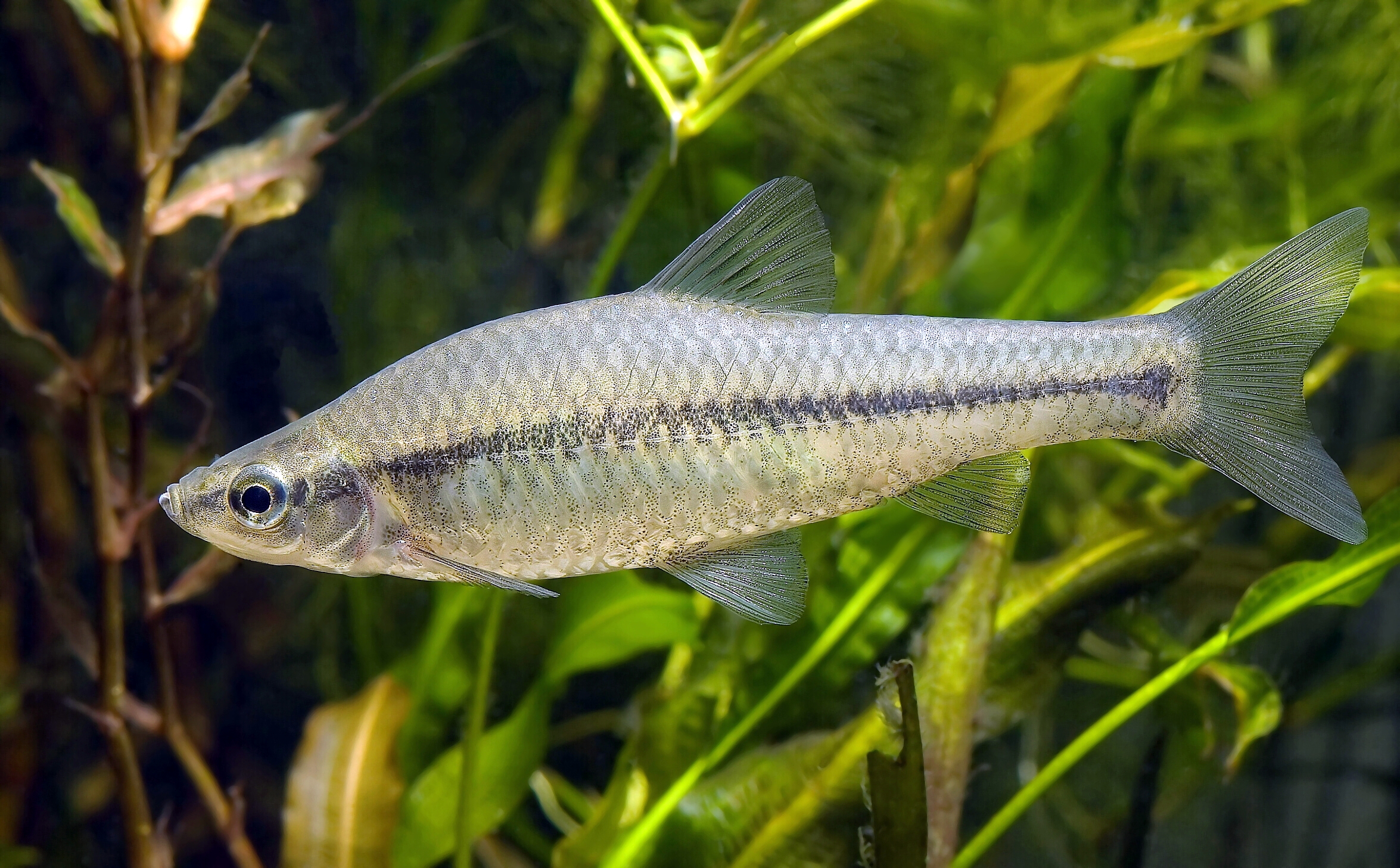
Pseudorasbora parva.

Los ciprínidos o carpas (Cyprinidae) son una familia de peces teleósteos fisóstomos, casi todos de agua dulce aunque algunas especies pueden encontrarse en estuarios, distribuidos por ríos de África, Eurasia y Norteamérica (desde el norte de Canadá hasta el sur de México). Su nombre procede del griego kyprinos, que significa ‘pez dorado’.
Aparecen por primera vez en el registro fósil en el Eoceno, durante el Terciario inferior.

## Morfología
Poseen en la faringe entre una y tres filas de dientes, con un máximo de ocho dientes cada fila; normalmente la boca tiene labios finos sin papilas, a veces es una boca succionadora —en los géneros Garra y Labeo—, con o sin bigotes; mandíbula superior normalmente protusible; la aleta dorsal en algunas especies tiene radios espinosos.
El número primitivo de cromosomas es de cincuenta en casi todas las especies —algunas con cuarenta y ocho—, pero se dan casos de poliploidía.
La longitud máxima descrita ha sido de cerca de 3 m en Catlocarpio siamensis, aunque existen muchas especies que no superan los 5 cm.

## Hábitat y forma de vida
Son peces ovíparos con abandono de la puesta, aunque en algunas especies los machos construyen nidos y/o protegen los huevos.
Tienen una alimentación variada, aunque muchos son insectívoros, alimentándose en especial de mosquitos.

## Importancia para los humanos
Muchos son pescados como importante fuente de alimentación humana, criándose en estanques de acuicultura con tal fin. Una variedad muy popular en acuariofilia es la carpa dorada, de origen chino.

## Sistemática
Es una familia numerosa pues existen más de dos mil especies agrupadas en más de doscientos géneros:
- Aaptosyax (Rainboth, 1991)
- Abbottina (Jordan y Fowler, 1903)
- Abramis (Cuvier, 1816), bremas comunes
- Acanthalburnus (Berg, 1916)
- Acanthobrama (Heckel, 1843)
- Acanthogobio (Herzenstein, 1892)
- Acanthorhodeus (Bleeker, 1871)
- Acapoeta (Cockerell, 1910)
- Acheilognathus (Bleeker, 1860)
- Achondrostoma (Robalo, Almada, Levy y Doadrio 2006)
- Acrocheilus (Agassiz, 1855)
- Acrossocheilus (Oshima, 1919)
- Agosia (Girard, 1856)
- Albulichthys (Bleeker, 1860)
- Alburnoides (Jeitteles, 1861)
- Alburnus (Rafinesque, 1820), alburnos
- Algansea (Girard, 1856)
- Amblypharyngodon (Bleeker, 186)
- Amblyrhynchichthys (Bleeker, 1860)
- Anabarilius (Cockerell, 1923)
- Anaecypris (Collares-Pereira, 1983), jarabugo
- Ancherythroculter (Yih y Wu, 1964)
- Aphyocypris (Günther, 1868)
- Aspidoparia (Heckel, 1847)
- Aspiolucius (Berg, 1907)
- Aspiorhynchus (Kessler, 187)
- Aspius (Agassiz, 1832)
- Atrilinea (Chu, 1935)
- Aulopyge (Heckel, 1841)
- Aztecula (Jordan y Evermann, 1898), carpita azteca
- Balantiocheilos (Bleeker, 1860)
- Bangana (Hamilton, 1822)
- Barbichthys (Bleeker, 1860)
- Barbodes (Bleeker, 1859)
- Barboides (Brüning, 1929)
- Barbonymus (Kottelat, 1999)
- Barbopsis (Di Caporiacco, 1926)
- Barbus (Cuvier y Cloquet, 1816), barbos comunes
- Barilius (Hamilton, 1822)
- Belligobio (Jordan & Hubbs, 1925)
- Bengala (Gray, 1833)
- Biwia (Jordan & Fowler, 1903)
- Blicca (Heckel, 1843), brema blanca
- Boraras (Kottelat & Vidthayanon, 1993)
- Brevibora T. Y. Liao, S. O. Kullander & F. Fang, 2010
- Caecobarbus (Boulenger, 1921)
- Caecocypris (Banister y Bunni, 1980)
- Campostoma (Agassiz, 1855), rodapiedras
- Candidia (Jordan & Richardson, 1909)
- Capoeta (Valenciennes, 1842)
- Capoetobrama (Berg, 1916)
- Carasobarbus (Karaman, 1971)
- Carassioides (Oshima, 1926)
- Carassius (Nilsson, 1832)
- Catlocarpio (Boulenger, 1898)
- Chagunius (Smith, 1938)
- Chalcalburnus (Berg, 1933)
- Chanodichthys (Bleeker, 1860)
- Chela (Hamilton, 1822)
- Chelaethiops (Boulenger, 1899)
- Chondrostoma (Agassiz, 1832)
- Chuanchia (Herzenstein, 1891)
- Cirrhinus (Oken, 1817)
- Clinostomus (Girard, 1856)
- Coptostomabarbus (David & Poll, 1937)
- Coreius (Jordan & Starks, 1905)
- Coreoleuciscus (Mori, 1935)
- Cosmochilus (Sauvage, 1878)
- Couesius (Jordan, 1878)
- Crossocheilus (Kuhl y van Hasselt, 1823)
- Ctenopharyngodon (Steindachner, 1866)
- Culter (Basilewsky, 1855)
- Cultrichthys (Smith, 1938 )
- Cyclocheilichthys (Bleeker, 1859 )
- Cyprinella (Girard, 1856)
- Cyprinion (Heckel, 1843)
- Cyprinus (Linnaeus, 1758), carpas comunes
- Danio (Hamilton, 1822)
- Danionella (Roberts, 1986)
- Devario (Heckel, 1843)
- Dionda (Girard, 1856)
- Diptychus (Steindachner, 1866)
- Discherodontus (Rainboth, 1989)
- Discocheilus (Zhang, 1997)
- Discogobio (Lin, 1931)
- Discolabeo (Fowler, 1937)
- Distoechodon (Peters, 1881)
- Eirmotus (Schultz, 1959)
- Elopichthys (Bleeker, 1860)
- Engraulicypris (Günther, 1894)
- Epalzeorhynchos (Bleeker, 1855)
- Eremichthys (Hubbs y Miller, 1948)
- Erimonax (Jordan, 1924)
- Erimystax (Jordan, 1882)
- Erythroculter (Berg, 1909)
- Esomus (Swainson, 1839)
- Evarra (Woolman, 1894)
- Exoglossum (Rafinesque, 1818)
- Garra (Hamilton, 1822)
- Gibelion (Heckel, 1843)
- Gila (Baird y Girard, 1853)
- Gnathopogon (Bleeker, 1860)
- Gobio (Cuvier, 1816), gobios
- Gobiobotia (Kreyenberg, 1911)
- Gobiocypris (Ye y Fu, 1983)
- Gymnocypris (Günther, 1868)
- Gymnodanio (Chen y He, 1992)
- Gymnodiptychus (Herzenstein, 1892)
- Gymnostomus (Heckel, 1843)
- Hainania (Koller, 1927)
- Hampala (Kuhl & van Hasselt, 1823)
- Hemibarbus (Bleeker, 1860)
- Hemiculter (Bleeker, 1860)
- Hemiculterella (Warpachowski, 1887)
- Hemigrammocapoeta (Pellegrin, 1927)
- Hemigrammocypris (Fowler, 1910)
- Hemitremia (Cope, 1870)
- Henicorhynchus (Smith, 1945)
- Herzensteinia (Chu, 1935)
- Hesperoleucus (Snyder, 1913)
- Horadandia (Deraniyagala, 1943)
- Horalabiosa (Silas, 1954)
- Huigobio (Fang, 1938)
- Hybognathus (Agassiz, 1855)
- Hybopsis (Agassiz, 1854)
- Hypophthalmichthys (Bleeker, 1860)
- Hypselobarbus (Bleeker, 1860)
- Hypsibarbus (Rainboth, 1996)
- Iberochondrostoma (Robalo, Almada, Levy y Doadrio, 2006)
- Inlecypris (Howes, 1980)
- Iotichthys (Jordan y Evermann, 1896)
- Iranocypris (Bruun y Kaiser, 1944)
- Ischikauia (Jordan y Snyder, 1900)
- Kalimantania (Banarescu, 1980)
- Kosswigobarbus (Karaman, 1971)
- Labeo (Cuvier, 1816)
- Labeobarbus (Rüppell, 1835)
- Labiobarbus (van Hasselt, 1823)
- Ladigesocypris (Karaman, 1972)
- Ladislavia (Dybowski, 1869)
- Lagowskiella (Dybowski, 1916)
- Laocypris (Kottelat, 2000)
- Lavinia (Girard, 1854)
- Lepidomeda (Cope, 1874)
- Lepidopygopsis (Raj, 1941)
- Leptobarbus (Bleeker, 1860)
- Leptocypris (Boulenger, 1900)
- Leucalburnus (Berg, 1916)
- Leucaspius (Heckel y Kner, 1858)
- Leuciscus (Cuvier, 1816)
- Linichthys (Zhang y Fang, 2005)
- Lissochilus'' (Weber y de Beaufort, 1916)
- Lobocheilos (Bleeker, 1853)
- Longiculter (Fowler, 1937)
- Luciobrama (Bleeker, 1870)
- Luciocyprinus (Vaillant, 1904)
- Luciosoma (Bleeker, 1855)
- Luxilus (Rafinesque, 1820)
- Lythrurus (Jordan, 1876)
- Macrhybopsis (Cockerell y Allison, 1909)
- Macrochirichthys (Bleeker, 1860)
- Margariscus (Cockerell, 1909)
- Meda (Girard, 1856)
- Megalobrama (Dybowski, 1872)
- Mekongina (Fowler, 1937)
- Mesobola (Howes, 1984)
- Mesogobio (Banarescu y Nalbant, 1973)
- Mesopotamichthys (Karaman, 1971)
- Metzia (Jordan y Thompson, 1914)
- Microphysogobio (Mori, 1934)
- Microrasbora (Annandale, 1918)
- Moapa (Hubbs y Miller, 1948)
- Mylocheilus (Agassiz, 1855)
- Mylopharodon (Ayres, 1855)
- Mylopharyngodon (Peters, 1881)
- Mystacoleucus (Günther, 1868)
- Naziritor (Mirza y Javed, 1985)
- Nematabramis (Boulenger, 1894)
- Neobarynotus (Banarescu, 1980)
- Neobola (Vinciguerra, 1895)
- Neolissochilus (Rainboth, 1985)
- Nicholsicypris (Chu, 1935)
- Nocomis (Girard, 1856)
- Notemigonus (Rafinesque, 1819)
- Notropis (Rafinesque, 1818)
- Ochetobius (Günther, 1868)
- Onychostoma (Günther, 1896)
- Opsaridium (Peters, 1854)
- Opsariichthys (Bleeker, 1863)
- Opsarius (McClelland, 1839)
- Opsopoeodus (Hay, 1881)
- Oregonichthys (Hubbs, 1929)
- Oreichthys (Smith, 1933)
- Oreoleuciscus (Warpachowski, 1889)
- Orthodon (Girard, 1856)
- Osteobrama (Heckel, 1843)
- Osteochilichthys (Hora, 1942)
- Osteochilus (Günther, 1868)
- Oxygaster (van Hasselt, 1823)
- Oxygymnocypris (Tsao, 1964)
- Pachychilon (Steindachner, 1882)
- Paedocypris (Kottelat, Britz, Tan y Witte, 2005)
- Parabramis (Bleeker, 1865)
- Paracanthobrama (Bleeker, 1865)
- Parachela (Steindachner, 1881)
- Paracrossochilus (Popta, 1904)
- Paralaubuca (Bleeker, 1865)
- Paraleucogobio (Berg, 1907)
- Parapsilorhynchus (Hora, 1921)
- Pararhinichthys (Stauffer, Hocutt y Mayden, 1997)
- Parasikukia (Doi, 2000)
- Parasinilabeo (Wu, 1939)
- Paraspinibarbus (Chu y Kottelat, 1989)
- Parasqualidus (Doi, 2000)
- Parazacco (Chen, 1982)
- Pectenocypris (Kottelat, 1982)
- Pelecus (Agassiz, 1835)
- Percocypris (Chu, 1935)
- Petroleuciscus (Bogutskaya, 2002)
- Phenacobius (Cope, 1867)
- Phoxinellus (Heckel, 1843)
- Phoxinus (Rafinesque, 1820)
- Phreatichthys (Vinciguerra, 1924)
- Pimephales (Rafinesque, 1820)
- Placocheilus (Wu, 1977)
- Plagiognathops (Berg, 1907)
- Plagopterus (Cope, 1874)
- Platygobio (Gill, 1863)
- Platypharodon (Herzenstein, 1891)
- Platysmacheilus (Lu, Luo & Chen, 1977)
- Pogobrama (Luo, 1995)
- Pogonichthys (Girard, 1854)
- Poropuntius (Smith, 1931)
- Probarbus (Sauvage, 1880)
- Procypris (Lin, 1933)
- Prolabeo (Norman, 1932)
- Prolabeops (Schultz, 1941)
- Pseudaspius (Dybowski, 1869)
- Pseudobarbus (Smith, 1841)
- Pseudobrama (Bleeker, 1870)
- Pseudochondrostoma'' (Robalo, V. C. Almada, Levy & Doadrio, 2007)
- Pseudogobio (Bleeker, 1860)
- Pseudohemiculter (Nichols y Pope, 1927)
- Pseudolaubuca (Bleeker, 1865)
- Pseudophoxinus (Bleeker, 1860)
- Pseudopungtungia (Mori, 1935)
- Pseudorasbora (Bleeker, 1860)
- Pteronotropis (Fowler, 1935)
- Ptychidio (Myers, 1930)
- Ptychobarbus (Steindachner, 1866)
- Ptychocheilus (Agassiz, 1855)
- Pungtungia (Herzenstein, 1892)
- Puntioplites (Smith, 1929)
- Puntius (Hamilton, 1822)
- Qianlabeo (Zhang & Chen, 2004)
- Raiamas (Jordan, 1919)
- Rasbora (Bleeker, 1859)
- Rasborichthys (Bleeker, 1860)
- Rasborinus (Oshima, 1920)
- Rastrineobola (Fowler, 1936)
- Rectoris (Lin, 1935)
- Relictus (Hubbs & Miller, 1972)
- Rhinichthys (Agassiz, 1849)
- Rhinogobio (Bleeker, 1870)
- Rhodeus (Agassiz, 1832)
- Richardsonius (Girard, 1856)
- Rohtee (Sykes, 1839)
- Rohteichthys (Bleeker, 1860)
- Romanogobio (Banarescu, 1961)
- Rostrogobio (Taranetz, 1937)
- Rutilus (Rafinesque, 1820), rutilos
- Salmostoma (Swainson, 1839)
- Sanagia (Holly, 1926)
- Sarcocheilichthys (Bleeker, 1860)
- Saurogobio (Bleeker, 1870)
- Sawbwa (Annandale, 1918)
- Scaphiodonichthys (Vinciguerra, 1890)
- Scaphognathops (Smith, 1945)
- Scardinius (Bonaparte, 1837)
- Schismatorhynchos (Bleeker, 1855)
- Schizocypris (Regan, 1914)
- Schizopyge (Heckel, 1847)
- Schizopygopsis (Steindachner, 1866)
- Schizothorax (Heckel, 1838)
- Securicula (Günther, 1868)
- Semilabeo (Peters, 1881)
- Semiplotus (Bleeker, 1860)
- Semotilus (Rafinesque, 1820)
- Sikukia (Smith, 1931)
- Sinibrama (Wu, 1939)
- Sinilabeo (Rendahl, 1932)
- Sinocrossocheilus (Wu, 1977)
- Sinocyclocheilus (Fang, 1936)
- Snyderichthys (Miller, 1945)
- Spinibarbus (Oshima, 1919)
- Squalidus (Dybowski, 1872)
- Squaliobarbus (Günther, 1868)
- Squalius (Bonaparte, 1837)
- Stypodon (Garman, 1881)
- Sundadanio (Kottelat y Witte, 1999)
- Tampichthys (Schönhuth, Doadrio, Dominguez-Dominguez, Hillis y Mayden, 2008)
- Tanakia (Jordan & Thompson, 1914)
- Tanichthys (Lin, 1932)
- Telestes (Bonaparte, 1837)
- Thryssocypris (Roberts & Kottelat, 1984)
- Thynnichthys (Bleeker, 1860)
- Tinca (Cuvier, 1816), tencas
- Tor (Gray, 1834)
- Toxabramis (Günther, 1873)
- Tribolodon (Sauvage, 1883)
- Trigonostigma (Kottelat & Witte, 1999)
- Troglocyclocheilus (Kottelat & Bréhier, 1999)
- Tropidophoxinellus (Stephanidis, 1974)
- Typhlobarbus (Chu & Chen, 1982)
- Typhlogarra (Trewavas, 1955)
- Varicorhinus (Rüppell, 1835)
- Vimba (Fitzinger, 1873)
- Xenobarbus (Norman, 1923)
- Xenocyprioides (Chen, 1982)
- Xenocypris (Günther, 1868)
- Xenophysogobio (Chen y Cao, 1977)
- Yaoshanicus (Lin, 1931)
- Yuriria (Jordan y Evermann, 1896)
- Zacco (Jordan y Evermann, 1902)

Familia Cyprinidae incertae sedis:
- Alburnus harusini (Herzenstein, 1889)
- Alburnus nordmannii (Dybowski, 1862)
- Alburnus oleiferus (Dabry de Thiersant, 1872)
- Alburnus vignoni (Lortet, 1883)
- Aspius alburnus (Bonaparte, 1841)
- Barbodes baoulan (Herre, 1926)
- Barbodes clemensi (Herre, 1924)
- Barbodes palata (Herre, 1924)
- Barbodes tras (Herre, 1926)